# Jan Dibbets
Jan Dibbets (Weert, 1941. május 9 –) holland land art művész.

## Élete
Még finomabb tájbeavatkozást láthatunk munkásságában.
A holland tájkép hagyomány folytatja: egyszerre foglalkozik a természeti világ tényeivel és az érzékelés elméleti problémáival. Ilyen módon egyszerre folytatja a rembrandti és mondrani örökséget. Fotót is használ, ami nála koncpetuális jelleget ölt. Perspektívakorrekciókat hajt végre, a látás tényeivel való játék a holland tradícióban mélyen gyökerezik. 
A tájak átalakításaiban perspektíva korrekciókat csinál vagy egyszerűen belekarcol olyan formákat, melyek megtévesztik az embert (pl. egy munkája úgy néz ki, mintha álló négyzetről lenne szó, pedig földön fekszik).

## Alkotásai
- Holland hegy, nagy tenger: Ezen fotó-munkája nagyon izgalmas, mely – egyúttal koncept-mű is – 12 fotóból áll.
- A fotókon a horizontot úgy örökíti meg, hogy 30 °-onként elforgatja a fényképezőgépet.
- Fehér vonal a tengerben: (1968) Amalfiban húzott egy fehér vonalat.
- A vörösbegy területe, szobor 1969. Seth Siegelaub, Gebr. König, New York, Köln, 1970. A darab dokumentációja az 1969 április-júniusában Amszterdamban végrehajtott cselekményt mutatja be.

„A szobor/rajz területe egy vörösbegy. 1969 márciusának elején úgy határoztam, megváltoztatom egy vörösbegy életterét oly módon, hogy a madár az én szoborrajzomnál repkedjen és ellenőrizze azt. Ezt a szoborrajz teljességében soha nem látható; csak dokumentációján keresztül képzelheti el a néző az egészet. Ahhoz, hogy ezt elérjem, – csak sejtettem, hogy lehetséges – egy sor könyvet olvastam (többek között: Robert Ardrey, A területi kényszer, Dell, N.Y., 1968, és David Lack, A vörösbegy élete, Pelican, London 1953. című munkáikat), amíg elegendő betekintést nem nyertem a lehetőségekbe. Azt terveztem, hogy kimérem a területet, lefényképezem a beavatkozást, stb. Az ötlet az volt, hogy megnöveljem a területet egy olyan formává, ami engem kielégít. Nem izgatnak a biológiai tények; az ötlet a vizuális művészetek határaival kapcsolatosan született. Amikor minden készen állt, az új területet mint egy rajzot a földön, póznákkal kijelöltem. A madár felállított póznák közötti mozgásaiból tevődött össze a szobor. Ez a mű az ökológiai rendszerek vizualizációjával kapcsolatos sorozat egy darabja, 1969-ben gondoltam ki és valósítottam meg."

## Külső hivatkozások
- 12-6 Hours Tide Object with Correction of Perspective (1969-2009) (halott link, az archive.org-ról sem érhető el. 2014-11-30.)